# ビクトリアビル
ビクトリアビル（仏：Victoriaville、通称：Victo）は、カナダ・ケベック州・センター・デュ・ケベック地方にある都市。ボア・フランス（Bois-Francs）と呼ばれるエリアに位置している。人口は5万0143人（2023年推計）

## 経済
ケベック州における木材生産の中心地であり、センター・デュ・ケベック地方の中でもこのエリア一帯を仏語でボア・フランスと呼び、ボアとは木材のことを意味する。質の高い木材を生産することで知られており、家具や棺などに加え、ホッケー・スティックが有名である。

## 観光
市内にはたくさんのサイクリング・トレイルがあり、アサバスカ山にはマウンテンバイク・トレイルなどもある。このアサバスカ山にはほか、展望台やハイキングコース、ピクニックエリアなどがあり、冬にはクロスカウントリーのトレイルに変わる。
カナダの第7代首相ウィルフリッド・ローリエが夏の避暑地として利用していた家があり、現在はローリエ博物館となっている。

## イベント
- ビクトリアビル国際音楽祭（Festival International de Musique Actuelle de Victoriaville（FIMAV））